# Kerk van Hiaure
De Kerk van Hiaure is een in 1869 gebouwde kerk in Hiaure in de Nederlandse provincie Friesland. De kerk staat boven op het restant van een kerkterp.

## Geschiedenis

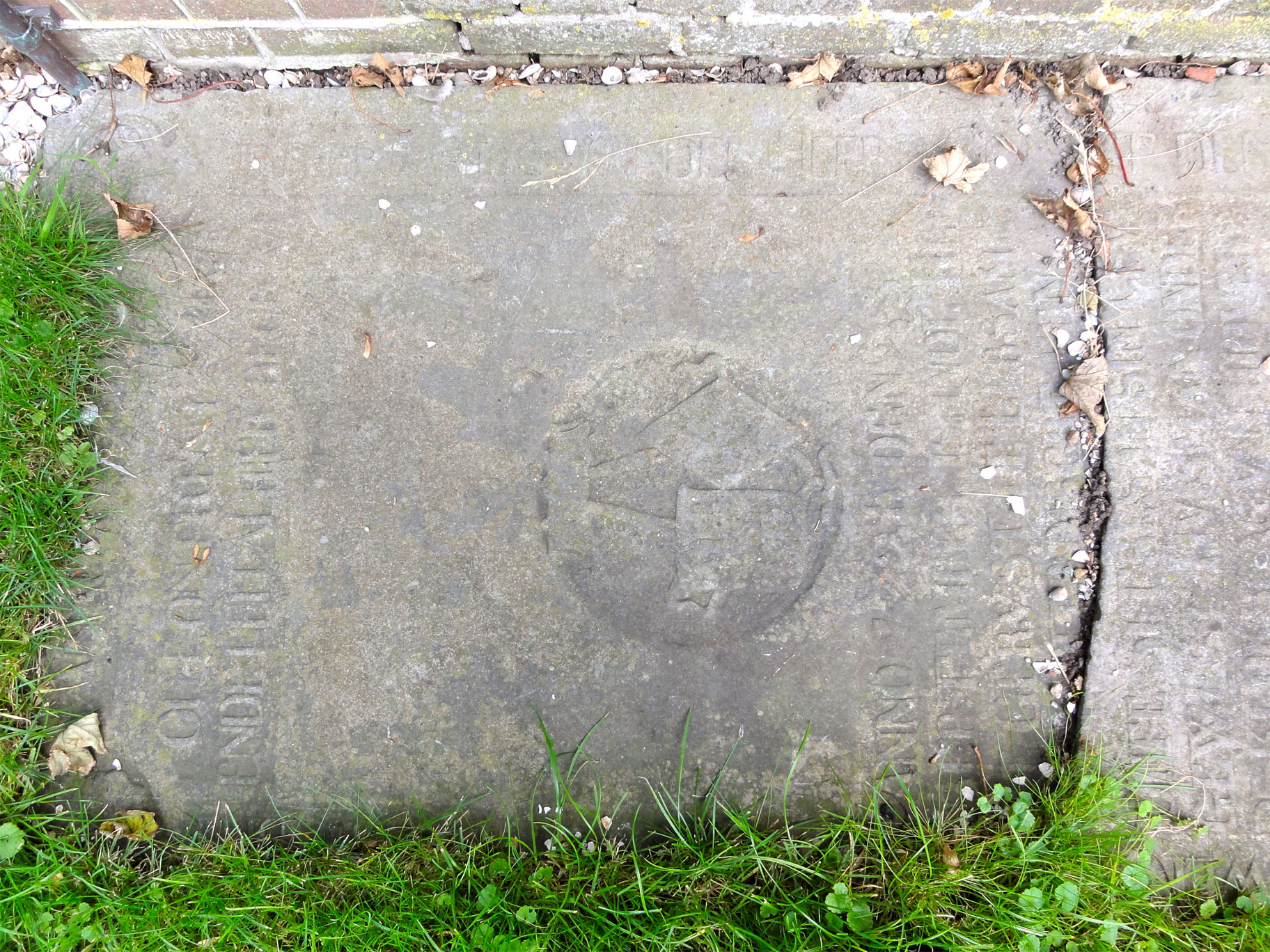
Een van de oude grafzerken bij de kerk van Hiaure

De kerk van Hiaure werd in 1869 gebouwd als vervanging van een oudere middeleeuwse kerk van tufsteen op deze plek, de kerkterp van het dorp Hiaure. De kerk is zelf niet aangemerkt als rijksmonument, maar wel onderdelen die behoren bij de kerk. Zo bezit de kerk een kerkklok, die gegoten is door een anonieme gieter in de 15e eeuw, met het randschrift Mater die momento mei. Ook enkele 16e- en 17e-eeuwse grafzerken hebben een monumentaal karakter. Deze grafzerken liggen op het kerkhof tegen de zuidelijke muur van de kerk aan.